# Станіслав Ґурка
Станіслав Ґурка (пол. Stanisław Górka; 1538 — 23 жовтня 1592, Блонє) — польський політичний та військовий діяч, урядник Королівства Польського, потім Речі Посполитої.

## Життєпис
Походив з польського магнатського роду Гурків гербу Лодзя. Молодший син Анджея Гурки, генерального старости великопольського, та Барбари Курозвенцької. Народився 1538 року. Здобув гарну домашню освіту, виховувався в лютеранському дусі. У 1554—1555 роках навчався в Віттенберзькому університеті. У 1557 році брав участь у поході проти Лівонського ордену на захист Ризького архієпископства.
1563 року отримав староство кольське. З 1565 року брав участь у Ливонській війні. За успіхи у бойових діях отримав староства мосінське, пільське, уйсьцьке У 1572—1573 роках, під час безкоролів'я в Речі Посполитої, Станіслав Ґурка підтримував спочатку кандидатуру найвищого бургграфа Богемії Вільгельма з Рожмберку, а потім французького принца Генріха Валуа, який став новим королем. Завдяки цьому у 1573 році після смерті свого старшого брата Лукаша Гурки отримав посаду воєводи познанського та староство буське.
1574 року зустрічав Генріха Валуа на кордоні Речі Посполитої та в Познані, потім розважав його в Курнику. Під час коронаційного сейму виступив за збереження шляхетських привілеїв. Влітку 1574 роки після втечі Генріха I підтримав кандидатуру імператора Священної Римської імперії Максиміліана II Габсбурга на трон. Потім, коли примас Якуб Уханський оголосив Габсбурга новим королем підтримав кандидатуру трансильванського господаря Стефана Баторія, але з умовою, його одруження на Ганні Ягеллонці. Сприяв перемозі прихильників Баторія у Великопольщі. Брав участь в битві під Єнджеювом, потім керував обороною Кракова від австро-богемських військ і зустрічав на кордоні нового короля Стефана Баторія. 18 травня 1576 року війська під командуванням Станіслава Гурки захопили замок Лянцкорона, яку обороняв воєвода серадзький Ольбрахт Ласький, прихильник австрійської партії.
У 1578 році разом з родом Зборовських перейшов в опозицію до великому канцлера коронного Яна Замойського. Боровся у Великій Польщі з прихильниками короля і канцлера, встановив контакти з Габсбургами. У 1579 році на сеймі відмовився платити податки на Ливонську війну, а потім на сеймі виступив проти пропозицій Стефана Баторія щодо змін в обранні королів.
У 1583 році зблизився з примасом, який також знаходився в опозиції до Стефана Баторія. Підтримував Зборовських, на користь яких активно агітував у Великій Польщі. У 1585 році на сеймі виступав на захист Кшиштофа Зборовського.
1586 року після смерті короля, підтримав кандидатуру австрійського ерцгерцога Максиміліана III Габсбурга. Супроводжував ерцгерцога від Оломоуца до Кракова з власним загоном у понад 1000 вояків та артилерією. У січні 1588 року в битві з армією під командуванням Яна Замойського під Бичиною потрапив в полон. Ув'язнено в Красниставському замку, звідки його звільнили за амністією в 1589 році. Після звільнення не припинив опозиційної діяльності, але поступово втратив свій вплив.
1592 року раптово помер в Блонє під Варшавою, ставши останнім представником свого роду. після цього значну частину земель успадкував Войцех Чарнковський за своєю дружиною Барбарою, сестрою Станіслава Ґурки.

## Власність
Володів значними маєтками в Великій та Малій Польщі, Холмщині, Белзькому воєводстві. Побудував замок в Курнику і палац в Познані.